# Alianza para el Desarrollo en Democracia
La Alianza para el Desarrollo en Democracia (ADD) es una organización de diálogo y coordinación estratégica concebida inicialmente por los países de Costa Rica, Panamá y República Dominicana, para fomentar el crecimiento económico en el marco de la democracia, los derechos humanos y los objetivos de desarrollo sostenible
La ADD permite a los tres países integrantes proyectar las posiciones comunes a nivel regional. Desde este marco defienden las sociedades abiertas, el derecho internacional y un paradigma de desarrollo verde, justo, sostenible e inclusivo frente a los grandes retos estructurales de la humanidad

## Objetivos
- Establecer un diálogo político y negociaciones diplomáticas.
- Protección de la institucionalidad. democrática en la región.
- Lucha contra la corrupción.
- Promoción de la gobernanza.